# Opere di Antonio del Pollaiolo
Quello che segue è un elenco cronologico delle opere di Antonio del Pollaiolo, pittore, scultore, incisore e orafo italiano del primo Rinascimento.
Il suo corpus è qui suddiviso in "dipinti", "sculture" e "disegni, incisioni ed altro".

## Dipinti
| Immagine | Titolo                                  | Data         | Dimensioni     | Tecnica e supporto                 | Luogo, città e Paese di conservazione                                                              | Annotazioni | N.    |
| -------- | --------------------------------------- | ------------ | -------------- | ---------------------------------- | -------------------------------------------------------------------------------------------------- | --- | ----- |
|          | Assunzione di santa Maria Maddalena     | c. 1460      | 209.5×166.2 cm | tempera e olio su tavola           | Museo della Pala del Pollaiolo, Chiesa di Santa Maria Assunta, Staggia Senese (Poggibonsi), Italia | |       |
|          | San Michele Arcangelo e il Drago        | c. 1460–1470 | 175×116 cm     | tempera su tela                    | Museo Bardini, Firenze, Italia                                                                     | |       |
|          | Ercole e l'idra                         | c. 1460–1475 | 17.5×12 cm     | tempera grassa su tavola           | Galleria degli Uffizi, Firenze, Italia                                                             | |       |
|          | Ercole e Anteo                          | c. 1460–1475 | 16×9 cm        | tempera grassa su tavola           | Galleria degli Uffizi, Firenze, Italia                                                             | |       |
|          | Danza di nudi                           | c. 1465      |                | affresco                           | Villa La Gallina, Arcetri (Firenze), Italia                                                        | |       |
|          | Ritratto femminile                      | c. 1465      | 52.2×36.2 cm   | olio su tavola                     | Gemäldegalerie, Berlino, Germania                                                                  | Alternativamente attribuito al fratello Piero del Pollaiolo                                                    |       |
|          | Pala del cardinale del Portogallo       | c. 1467–1468 | 172×179 cm     | tempera su tavola                  | Galleria degli Uffizi, Firenze, Italia                                                             | In collaborazione col fratello Piero del Pollaiolo                                                             | [ 1 ] |
|          | Ritratto di giovane dama                | c. 1470      | 45.5×32.7 cm   | tempera e olio su tavola           | Museo Poldi Pezzoli, Milano, Italia                                                                | Alternativamente attribuita al fratello Piero del Pollaiolo (il museo stesso l'attribuisce unicamente a Piero) | [ 2 ] |
|          | Ercole e Deianira                       | c. 1470      | 54.6×79.2 cm   | olio su tavola, trasferito su tela | Yale University Art Gallery, New Haven, Stati Uniti d'America                                      | | [ 3 ] |
|          | Davide vittorioso con la testa di Golia | c. 1472      | 46.2×34 cm     | tempera su tela                    | Gemäldegalerie, Berlino, Germania                                                                  | |       |
|          | Ritratto femminile                      | c. 1475      | 50×34.5 cm     | tempera su tavola                  | Galleria degli Uffizi, Firenze, Italia                                                             | Alternativamente attribuito al fratello Piero del Pollaiolo                                                    |       |
|          | Ritratto femminile                      |              | 46.3×32.5 cm   | tempera su tavola                  | Metropolitan Museum of Art, New York, Stati Uniti d'America                                        | Alternativamente attribuito al fratello Piero del Pollaiolo                                                    |       |

## Sculture
| Immagine | Titolo                                      | Data           | Dimensioni         | Tecnica e supporto               | Luogo, città e Paese di conservazione                  | Annotazioni | N. |
| -------- | ------------------------------------------- | -------------- | ------------------ | -------------------------------- | ------------------------------------------------------ | --- | -- |
|          | Croce del Tesoro di San Giovanni            | c. 1457–1459   | 193×88 cm          | argento                          | Museo dell'Opera del Duomo, Firenze, Italia            | In collaborazione con Betto di Francesco Betti e Miliano di Domenico Dei                                                |    |
|          | Busto di giovane in armatura da parata      | c. 1460        | 50 cm di altezza   | terracotta                       | Museo nazionale del Bargello, Firenze, Italia          | |    |
|          | Scudo con Milone di Crotone                 | c. 1460–1465   |                    | stucco dipinto e dotato su legno | Museo del Louvre, Parigi, Francia                      | |    |
|          | Ritratto di gentildonna                     | c. 1460–1465   | 45×41×23 cm        | legno dipinto e dorato           | Collezione privata                                     | |    |
|          | Personificazione di Virtù (forse)           | c. 1470        |                    | terracotta dipinta               | Bode-Museum, Berlino, Germania                         | Attribuzione incerta, forse opera di bottega                                                                            |    |
|          | Busto di Sant'Ottaviano                     | c. 1470        |                    | argento e rame dorato            | Duomo di Volterra, Volterra, Italia                    | |    |
|          | Crocifisso                                  | c. 1470–1480   | 160 cm di altezza  | sughero, gesso e stoppa          | Basilica di San Lorenzo, Firenze, Italia               | |    |
|          | Studio di uomini nudi in combattimento      | c. 1470–1498   |                    | terracotta                       | Victoria and Albert Museum, Londra, Regno Unito        | |    |
|          | Ercole e Anteo                              | c. 1475        | 45 cm di altezza   | bronzo                           | Museo nazionale del Bargello, Firenze, Italia          | |    |
|          | Ercole in riposo                            | c. 1475–1480   | 40.5 cm di altezza | bronzo                           | Bode-Museum, Berlino, Germania                         | Attribuzione incerta |    |
|          | Nascita di Giovanni Battista                | c. 1477–1483   |                    | argento                          | Museo dell'Opera del Duomo, Firenze, Italia            | L'opera fa parte di una serie di scene, realizzate da vari artisti, che costituiscono l'Altare argenteo di San Giovanni |    |
|          | Monumento funebre a Papa Sisto IV           | c. 1484–1493   |                    | bronzo                           | Museo del tesoro di San Pietro, Città del Vaticano     | |    |
|          | Ercole                                      | c. 1492–1494   | 44.1 cm di altezza | bronzo                           | Frick Collection, New York, Stati Uniti d'America      | |    |
|          | Monumento funebre a Papa Innocenzo VIII     | c. 1493–1497   | 335×238 cm         | bronzo                           | Basilica di San Pietro in Vaticano, Città del Vaticano | |    |
|          | Gemelli Romolo e Remo della Lupa capitolina | fine XV secolo |                    | bronzo                           | Musei Capitolini, Roma, Italia                         | Attribuzione incerta |    |

## Disegni, incisioni ed altro

### Disegni e Incisioni
| Immagine | Titolo                                            | Data         | Dimensioni   | Tecnica e supporto                   | Luogo, città e Paese di conservazione                              | Annotazioni                                  | N. |
| -------- | ------------------------------------------------- | ------------ | ------------ | ------------------------------------ | ------------------------------------------------------------------ | -------------------------------------------- | -- |
|          | Re magio                                          | c. 1460      |              | disegno                              | Gabinetto dei Disegni e delle Stampe degli Uffizi, Firenze, Italia | Firmato: Antonio Pollaiolo                   |    |
|          | Allegoria della Carità                            | c. 1465      |              | disegno                              | Gabinetto dei Disegni e delle Stampe degli Uffizi, Firenze, Italia |                                              |    |
|          | Arciere nudo                                      | c. 1470–1475 |              | disegno                              | Kupferstichkabinett, Berlino, Germania                             |                                              |    |
|          | Compianto di un ereo morto                        | c. 1470–1480 |              | disegno                              | Staatliche Graphische Sammlung, Monaco di Baviera, Germania        |                                              |    |
|          | San Sebastiano                                    | c. 1475      |              | disegno                              | Museum Kunstpalast, Düsseldorf, Germania                           |                                              |    |
|          | Studio per la statua equestre di Francesco Sforza | c. 1480      | 28.1×25.4 cm | disegno a penna e inchiostro marrone | Metropolitan Museum of Art, New York, Stati Uniti d'America        |                                              |    |
|          | Battaglia di dieci uomini nudi                    | c. 1489      | 39.3×57.9 cm | incisione                            | varie sedi                                                         | Firmato: "OPVS ANTONII POLLAOLI FLORENTTINI" |    |
|          | Ercole e l'Idra                                   | c. 1500–1520 | 23.7×8.5 cm  | incisione                            | Metropolitan Museum of Art, New York, Stati Uniti d'America        |                                              |    |
|          | Battaglia di Ercole e i Giganti                   | XV secolo    | 36.4×55.2 cm | incisione                            | Metropolitan Museum of Art, New York, Stati Uniti d'America        |                                              |    |

### Opere tratte da disegni del Pollaiolo
| Immagine | Titolo                                                      | Data         | Dimensioni     | Materiale                   | Luogo, città e Paese di conservazione       | Annotazioni                                                                                                | N. |
| -------- | ----------------------------------------------------------- | ------------ | -------------- | --------------------------- | ------------------------------------------- | --- | -- |
|          | Visitazione                                                 | c. 1466–1488 | 20×30 cm circa | sete policrome e filo d'oro | Museo dell'Opera del Duomo, Firenze, Italia | Opera tratta da una serie di disegni del Pollaiolo realizzati per il Parato del Battistero di San Giovanni |    |
|          | Zaccaria cacciato dal Tempio                                | c. 1466–1488 | 20×30 cm circa | sete policrome e filo d'oro | Museo dell'Opera del Duomo, Firenze, Italia | Opera tratta da una serie di disegni del Pollaiolo realizzati per il Parato del Battistero di San Giovanni |    |
|          | Annuncio della nascita di Giovanni Battista                 | c. 1466–1488 | 20×30 cm circa | sete policrome e filo d'oro | Museo dell'Opera del Duomo, Firenze, Italia | Opera tratta da una serie di disegni del Pollaiolo realizzati per il Parato del Battistero di San Giovanni |    |
|          | Nascita di Giovanni Battista                                | c. 1466–1488 | 20×30 cm circa | sete policrome e filo d'oro | Museo dell'Opera del Duomo, Firenze, Italia | Opera tratta da una serie di disegni del Pollaiolo realizzati per il Parato del Battistero di San Giovanni |    |
|          | Imposizione del nome a Giovanni Battista                    | c. 1466–1488 | 20×30 cm circa | sete policrome e filo d'oro | Museo dell'Opera del Duomo, Firenze, Italia | Opera tratta da una serie di disegni del Pollaiolo realizzati per il Parato del Battistero di San Giovanni |    |
|          | Circoncisione di Giovanni Battista                          | c. 1466–1488 | 20×30 cm circa | sete policrome e filo d'oro | Museo dell'Opera del Duomo, Firenze, Italia | Opera tratta da una serie di disegni del Pollaiolo realizzati per il Parato del Battistero di San Giovanni |    |
|          | Incontro di Giovanni Battista coi Pubblicani                | c. 1466–1488 | 20×30 cm circa | sete policrome e filo d'oro | Museo dell'Opera del Duomo, Firenze, Italia | Opera tratta da una serie di disegni del Pollaiolo realizzati per il Parato del Battistero di San Giovanni |    |
|          | Predica di Giovanni Battista davanti a Erode ed Erodiade    | c. 1466–1488 | 20×30 cm circa | sete policrome e filo d'oro | Museo dell'Opera del Duomo, Firenze, Italia | Opera tratta da una serie di disegni del Pollaiolo realizzati per il Parato del Battistero di San Giovanni |    |
|          | Giovanni Battista battezza i neofiti                        | c. 1466–1488 | 20×30 cm circa | sete policrome e filo d'oro | Museo dell'Opera del Duomo, Firenze, Italia | Opera tratta da una serie di disegni del Pollaiolo realizzati per il Parato del Battistero di San Giovanni |    |
|          | Giovanni Battista predica alle folle                        | c. 1466–1488 | 20×30 cm circa | sete policrome e filo d'oro | Museo dell'Opera del Duomo, Firenze, Italia | Opera tratta da una serie di disegni del Pollaiolo realizzati per il Parato del Battistero di San Giovanni |    |
|          | Incontro di Giovanni Battista col Gran Sacerdote            | c. 1466–1488 | 20×30 cm circa | sete policrome e filo d'oro | Museo dell'Opera del Duomo, Firenze, Italia | Opera tratta da una serie di disegni del Pollaiolo realizzati per il Parato del Battistero di San Giovanni |    |
|          | Giovanni Battista davanti ai sacerdoti e ai Leviti          | c. 1466–1488 | 20×30 cm circa | sete policrome e filo d'oro | Museo dell'Opera del Duomo, Firenze, Italia | Opera tratta da una serie di disegni del Pollaiolo realizzati per il Parato del Battistero di San Giovanni |    |
|          | Giovanni Battista annuncia ai Farisei la missione di Cristo | c. 1466–1488 | 20×30 cm circa | sete policrome e filo d'oro | Museo dell'Opera del Duomo, Firenze, Italia | Opera tratta da una serie di disegni del Pollaiolo realizzati per il Parato del Battistero di San Giovanni |    |
|          | Giovanni Battista indica Cristo alle folle                  | c. 1466–1488 | 20×30 cm circa | sete policrome e filo d'oro | Museo dell'Opera del Duomo, Firenze, Italia | Opera tratta da una serie di disegni del Pollaiolo realizzati per il Parato del Battistero di San Giovanni |    |
|          | Giovanni Battista incontra Cristo                           | c. 1466–1488 | 20×30 cm circa | sete policrome e filo d'oro | Museo dell'Opera del Duomo, Firenze, Italia | Opera tratta da una serie di disegni del Pollaiolo realizzati per il Parato del Battistero di San Giovanni |    |
|          | Giovanni Battista battezza Cristo                           | c. 1466–1488 | 20×30 cm circa | sete policrome e filo d'oro | Museo dell'Opera del Duomo, Firenze, Italia | Opera tratta da una serie di disegni del Pollaiolo realizzati per il Parato del Battistero di San Giovanni |    |
|          | Giovanni Battista accusato da Erodiade                      | c. 1466–1488 | 20×30 cm circa | sete policrome e filo d'oro | Museo dell'Opera del Duomo, Firenze, Italia | Opera tratta da una serie di disegni del Pollaiolo realizzati per il Parato del Battistero di San Giovanni |    |
|          | Arresto di Giovanni Battista                                | c. 1466–1488 | 20×30 cm circa | sete policrome e filo d'oro | Museo dell'Opera del Duomo, Firenze, Italia | Opera tratta da una serie di disegni del Pollaiolo realizzati per il Parato del Battistero di San Giovanni |    |
|          | Giovanni Battista condotto in prigione                      | c. 1466–1488 | 20×30 cm circa | sete policrome e filo d'oro | Museo dell'Opera del Duomo, Firenze, Italia | Opera tratta da una serie di disegni del Pollaiolo realizzati per il Parato del Battistero di San Giovanni |    |
|          | Giovanni Battista visitato in prigione dai discepoli        | c. 1466–1488 | 20×30 cm circa | sete policrome e filo d'oro | Museo dell'Opera del Duomo, Firenze, Italia | Opera tratta da una serie di disegni del Pollaiolo realizzati per il Parato del Battistero di San Giovanni |    |
|          | Danza di Salomè                                             | c. 1466–1488 | 20×30 cm circa | sete policrome e filo d'oro | Museo dell'Opera del Duomo, Firenze, Italia | Opera tratta da una serie di disegni del Pollaiolo realizzati per il Parato del Battistero di San Giovanni |    |
|          | Decollazione di Giovanni Battista                           | c. 1466–1488 | 20×30 cm circa | sete policrome e filo d'oro | Museo dell'Opera del Duomo, Firenze, Italia | Opera tratta da una serie di disegni del Pollaiolo realizzati per il Parato del Battistero di San Giovanni |    |
|          | Salomè presenta la testa di Giovanni Battista ad Erodiade   | c. 1466–1488 | 20×30 cm circa | sete policrome e filo d'oro | Museo dell'Opera del Duomo, Firenze, Italia | Opera tratta da una serie di disegni del Pollaiolo realizzati per il Parato del Battistero di San Giovanni |    |
|          | Banchetto di Erode                                          | c. 1466–1488 | 20×30 cm circa | sete policrome e filo d'oro | Museo dell'Opera del Duomo, Firenze, Italia | Opera tratta da una serie di disegni del Pollaiolo realizzati per il Parato del Battistero di San Giovanni |    |
|          | Trasporto del corpo di Giovanni Battista                    | c. 1466–1488 | 20×30 cm circa | sete policrome e filo d'oro | Museo dell'Opera del Duomo, Firenze, Italia | Opera tratta da una serie di disegni del Pollaiolo realizzati per il Parato del Battistero di San Giovanni |    |
|          | Sepoltura di Giovanni Battista                              | c. 1466–1488 | 20×30 cm circa | sete policrome e filo d'oro | Museo dell'Opera del Duomo, Firenze, Italia | Opera tratta da una serie di disegni del Pollaiolo realizzati per il Parato del Battistero di San Giovanni |    |
|          | Discesa di Cristo al Limbo                                  | c. 1466–1488 | 20×30 cm circa | sete policrome e filo d'oro | Museo dell'Opera del Duomo, Firenze, Italia | Opera tratta da una serie di disegni del Pollaiolo realizzati per il Parato del Battistero di San Giovanni |    |

### Opere di oreficeria
| Immagine | Titolo                | Data         | Dimensioni         | Materiale                                      | Luogo, città e Paese di conservazione                       | Annotazioni | N. |
| -------- | --------------------- | ------------ | ------------------ | ---------------------------------------------- | ----------------------------------------------------------- | ----------- | -- |
|          | San Giovanni Battista | c. 1460–1480 | 5.7 cm di diametro | oro parzialmente smaltato con diamanti e perle | Metropolitan Museum of Art, New York, Stati Uniti d'America |             |    |